# Florian Rudy
Florian Rudy (* 7. Januar 1989 in Villingen-Schwenningen) ist ein ehemaliger deutscher Fußballspieler. Er spielte in der Offensive vorrangig als Mittelstürmer.

## Karriere
Florian Rudy wurde in Villingen-Schwenningen geboren und wuchs im nahe gelegenen Dietingen im Landkreis Rottweil mit vier Geschwistern auf. Sein um ein Jahr jüngerer Bruder Sebastian spielte in der Fußball-Bundesliga zunächst für die VfB Stuttgart und später noch für die TSG Hoffenheim, dem FC Bayern München und dem FC Schalke 04. In seiner Jugend spielte Rudy, neben Tennis und Eishockey, mit seinem Bruder für die örtlichen Vereine FC Dietingen und SV Zimmern, bevor beide als C-Jugendliche in die Nachwuchsabteilung des VfB Stuttgart wechselten. 2004 wurde Florian Rudy dort aussortiert und wechselte in die B-Jugend des 1. FC Kaiserslautern, während Sebastian sich in den nächsten Jahren in Stuttgart durchsetzte. In Kaiserslautern lebte Rudy ein Jahr lang bei seinen Großeltern. 2005 wechselte er, bei Gasteltern lebend, in die B-Jugend der TSG Hoffenheim, wo er zahlreiche Tore schoss, und spielte schließlich in der Saison 2006/07 mit der A-Jugend in der A-Junioren-Bundesliga. Dort kam er nur dreimal zum Einsatz, weshalb er zur Saison 2007/08 zur A-Jugend des Karlsruher SC wechselte. Dort absolvierte er 18 Spiele und erzielte vier Tore. Parallel erwarb er in Karlsruhe eine Ausbildung als Finanzassistent.
Im Sommer 2008 wurde er vom fünftklassigen Oberligisten FC 08 Villingen verpflichtet und wurde dort auf Anhieb Stammspieler. In dreieinhalb Jahren absolvierte er 103 Spiele und erzielte 31 Tore. 2009 gewann er den südbadischen Pokal und qualifizierte sich für den DFB-Pokal, wo die Villinger auf den FC St. Pauli trafen und mit 0:2 nach Verlängerung in der ersten Runde ausschieden. In seiner letzten vollen Spielzeit erreichte er 2011 einen beachtenswerten dritten Platz mit dem Verein.
In der Winterpause 2011/12 wechselte Rudy zum Drittligisten SpVgg Unterhaching. Dort kam er am 4. Februar 2012, dem 24. Spieltag der Drittligasaison 2011/12 im Spiel gegen den Chemnitzer FC (1:5) zu seinem Debüt, als er in der Halbzeit für Ömer Kanca eingewechselt wurde. Insgesamt kam er zu sechs Einsätzen in der Rückrunde. Von seinem Trainer Heiko Herrlich wurde er in der Vorbereitung zur folgenden Saison gelobt; nach seinem Rücktritt spielte Rudy jedoch nur noch für die zweite Mannschaft in der fünftklassigen Bayernliga. Ende Januar 2013 wurde Rudy bis zum Saisonende an den Regionalligisten SV Heimstetten ausgeliehen. Nach fünf Toren in 16 Spielen wurde er für die Saison 2013/14 schließlich fest verpflichtet. In dieser Spielzeit blieb er jedoch torlos.
Nunmehr vereinslos, hielt Rudy sich ab Sommer 2014 in der Hoffenheimer U23 fit und absolvierte mehrere Probetrainings für Teams der amerikanischen Major League Soccer und North American Soccer League. Sein möglicher Wechsel zu New York Cosmos stand kurz bevor, scheiterte aber. Darauf beendete er, wie er sich für den Fall des ausbleibenden Durchbruchs vorgenommen hatte, mit 26 Jahren seine Laufbahn. Seit Oktober 2015 studiert Rudy per Fernstudium Sportbusinessmanagement an der Düsseldorfer IST-Hochschule für Management und lebt in Neckargemünd. Dazu hospitierte er ein halbes Jahr lang in der U19 der TSG 1899 Hoffenheim unter Julian Nagelsmann.

## Trivia
Florian Rudy ist Mitglied im Spielerrat der Spielergewerkschaft Vereinigung der Vertragsfußballspieler (VdV).